# Wahrbergia sarasini
Wahrbergia sarasini är en kräftdjursart som beskrevs av Karl Wilhelm Verhoeff 1926A. Wahrbergia sarasini ingår i släktet Wahrbergia och familjen Philosciidae. Inga underarter finns listade i Catalogue of Life.